# John J. Lenzini junior
John J. „Butch“ Lenzini junior (* 10. Januar 1947 in Weymouth, Massachusetts; † 13. November 1996 in Woodbury, Long Island, New York) war ein US-amerikanischer Pferdetrainer. Zusammen mit seinem Vater John J. Lenzini senior (1921–2001) trainierte er vor allem Englische Vollblüter für Flachrennen.
Als Trainer des Rennpferdes Aloma’s Ruler (1979–2003) gewann er mit diesem unter anderem im Jahre 1982 das Preakness Stakes, das zweite Rennen der Triple Crown. Im Laufe seiner Karriere gewannen die Pferde, die er trainierte, mehrere hundert Rennen.

## Leben und Karriere
John J. Lenzini wurde am 10. Januar 1947 als Sohn von John J. Lenzini senior, einem Pferdetrainers in der Stadt Weymouth im US-Bundesstaat Massachusetts geboren. Er wuchs mit dem Pferderennsport auf und begleitete seinen Vater von seiner Kindheit an zu Rennstrecken im ganzen Land. Sein Vater war bereits zu dieser Zeit ein erfolgreicher Trainer in Neuengland und generell an der Ostküste der Vereinigten Staaten. Während seiner Jugend verbrachte er zwei Sommer an der Seite seines Vaters und half ihm bei dessen Arbeit als Pferdetrainer aus. Danach besuchte er zwei Jahre lang die University of Rhode Island, sowie die Kansas State University und erwarb gleich danach eine Trainerlizenz. Damit trat er in die Fußstapfen seines Vaters und gewann mit dem Pferd Con(i)put im Jahre 1969 im Narragansett Park in Pawtucket auf Rhode Island sein erstes Rennen. Bald darauf zog es ihn nach Maryland, wo er einige Jahre als Trainer arbeitete.
Mit der Hilfe Lenzinis erwarb der sportbegeisterte Bauunternehmer Nathan Scherr aus Baltimore im Jahre 1981 den damals zweijährigen Vollbluthengst Aloma’s Ruler, Sohn von Iron Ruler und der Stute Aloma, bei einer Auktion für 92.000 $ (inflationsbereinigt (2019): ca. 260.320 $). Beide Elternteile hatten erfolgreiche Vorfahren; darunter unter anderem Alomas Großvater Native Dancer. Nach Siegen beim Nutley Stakes 1981 und beim Bahamas Stakes im Januar 1982 zog sich das Pferd im Februar 1982 eine Knöchelverletzung zu, woraufhin Lenzini meinte, Aloma’s Ruler nicht weiter einsetzen zu wollen. Nathan Scherr sprach sich jedoch gegen Lenzinis Vorschlag aus und konnte mit dem Pferd nach einem Sieg beim Withers Stakes am Aqueduct Racetrack am 8. Mai 1982 kurz darauf den wichtigsten Sieg in der Karriere des Pferdes feiern. Wenige Monate zuvor noch mit einer Knöchelverletzung vor dem Karriereaus besiegte Aloma’s Ruler beim Preakness Stakes am 15. Mai 1982 mit Jockey Jack Kaenel den von Bill Shoemaker gerittenen und favorisierten Linkage. Das Preisgeld des zweiten Rennens der Triple Crown belief sich zu diesem Zeitpunkt auf 350.000 $ (inflationsbereinigt (2019): ca. 932.879 $); die Quote von Aloma’s Ruler war 6,90 zu 1 (im Vergleich die des Favoriten: 0,50 zu 1). Nach einem neunten Platz beim Belmont Stakes Anfang Juni 1982 gewann der Hengst im Juli des gleichen Jahres noch das Jersey Derby, aber zog sich beim anschließenden Travers Stakes am 21. August 1982, als er noch den zweiten Platz erreichte, eine weitere Knöchelverletzung zu, was für ihn mit nur drei Jahren das vorzeitige Karriereende bedeutete. In weiterer Folge wurde Aloma’s Ruler als Zuchthengst genutzt, wobei sechs seiner 18 Nachkommen bei Pferderennen gewannen.
Im Jahre 1984 zog Lenzini in den US-Bundesstaat New York und arbeitete hier als Pferdetrainer, wobei er unter anderem in den Jahren 1985 bis 1989 zu den zehn erfolgreichsten Trainern des Bundesstaates zählte. Neben dem erfolgreichen Aloma’s Ruler sattelte Lenzini zahlreiche weitere erfolgreiche Rennpferde wie Avie’s Gal, Eternal Prince, Once Wild oder Boom Towner. Vor allem in den letzten Jahren vor seinem Tod fiel er durch seine Arbeit mit Boom Towner, dessen Besitzer der Geschäftsmann Barry K. Schwartz war, besonders auf. Er gewann mit ihm das Sporting Plate Handicap 1992, sowie das Toboggan Handicap 1992. Als Trainer von Boom Towner wurde er jedoch bald vom ebenfalls sehr erfahrenen Mike Hushion abgelöst. Im Laufe seiner Karriere gewannen die Pferde, die Lenzini trainierte, mehrere hundert Rennen. Laut der Datenbank Equibase verzeichnete Lenzini 9.550 Starts, 1.643 erste Plätze, 1.395 zweite Plätze, sowie 1.180 dritte Plätze, wobei er auf ein Gesamtpreisgeld von 20.988.827 US-Dollar (nicht inflationsbereinigt) kam.
Am Nachmittag des 13. November 1996 wurde Lenzini von Diane Nelson (1965–2017), die als Jockey einige der von Lenzini trainierten Pferde ritt und nebenbei als Model arbeitete, tot in seinem Apartment in Woodbury auf Long Island aufgefunden. Über die genaue Todesursache des 49-Jährigen wurde nichts bekanntgegeben. Zwei Tage vor seinem Tod sattelte er noch zwei Pferde für jeweils ein Rennen auf dem Aqueduct Racetrack. Er wurde von seinem Vater John senior (1921–2001), der bis zu seinem Tod etwas über vier Jahre später weiterhin als Pferdetrainer wirkte, seiner Mutter Mary (1921–2018), seiner Ehefrau Helen (1950–2020), sowie zwei Söhnen und einer Schwester überlebt.